# Hof Meyer zu Bentrup
Der Hof Meyer zu Bentrup ist ein Hof mit mehreren historischen Gebäuden an der Salzufler Straße 145–149 in Brönninghausen, einem Ortsteil von Bielefeld. Die erste Erwähnung des Hofes geht auf das Jahr 1305 zurück.

## Geschichte
Der Hof der Meyer zu Bentrup wurde am 16. März 1305 erstmals urkundlich erwähnt, als Graf Otto III. von Ravensberg den Hof zur Wiedergutmachung dem Stift Schildesche schenkte.
1550 erfolgt die erste urkundliche Erwähnung eines „Meiger zw Beventorf“. Der Name „Meyer zu Bentrup“ wird mit Unterbrechung bis heute als Familienname der Hofbesitzer geführt.

„Wegen Ausbruchs der Lungenseuche unter dem Rindvieh auf dem Gute Bentrup an der Preußischen Grenze bei Heepen ist auf Anordnung Fürstlicher Regierung der aus hiesigem Amte über Nienhagen nach Eckendorf und Heepen führende Communalweg in der Weise gesperrt, daß die Einfuhr von lebendigem oder todtem Rindvieh oder Theilen des letzteren (Fleisch, Häute, Hörner, Klauen, Haare) sowie von Stroh und Dünger auf diesem Wege bei Meidung von Zurückweisung und gesetzlicher Bestrafung verboten ist.
Schötmar, den 4. November 1876. Fürstl. Lipp. Amt. v. Meien.“

Der CDU-Politiker Reinhard Meyer zu Bentrup übernahm 1969 den Hof.

## Kapelle
Brönninghausen gehört seit jeher zum evangelischen Kirchspiel Heepen und hat, abgesehen von einer ehemaligen 1458 gegründeten Kapelle auf dem Hof der Meyer zu Bentrup, nie eine eigene Kirche oder Kirchengemeinde besessen. Es ist dokumentiert, dass die Kapelle bereits 1698 verfallen war, sie wurde wohl im Dreißigjährigen Krieg zerstört. Die Überreste der Kapelle wurden um 1900 beseitigt. Die Kapelle stand in den 32 Eichen vor dem Hof, die heute ein Wahrzeichen des Hofes sind.

## Hofmühle

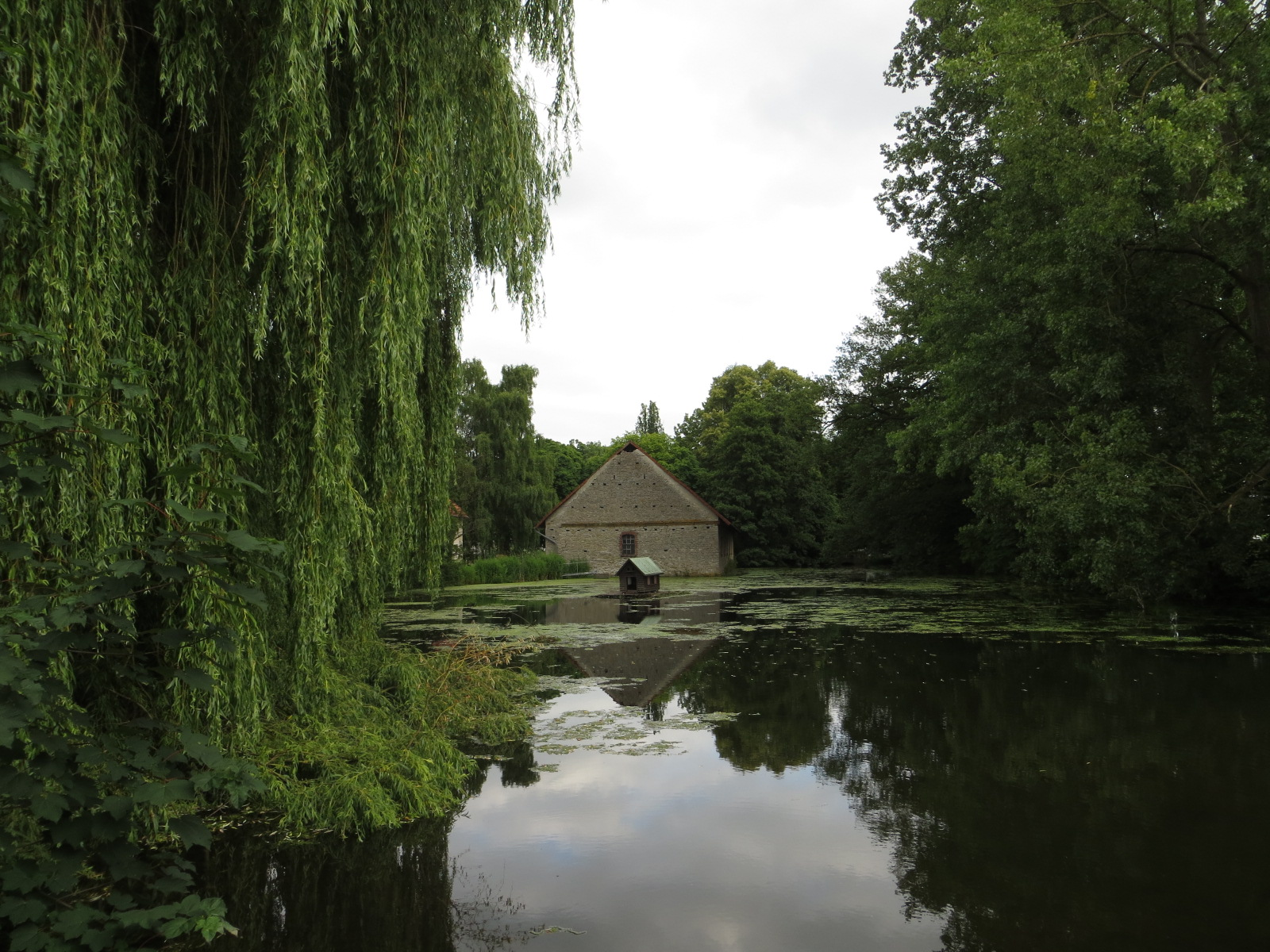
Der Stauteich der Wassermühle

1785 wurde von Anton Meyer zu Bentrup an der unmittelbar am Hof vorbeifließenden Windwehe eine Wassermühle erbaut. Um 1820 begann der Müller mit dem Ankauf von Getreide, um es als Mehl weiter zu veräußern. Um 1850 erhielten die umliegenden Bauern das Staurecht, so dass es zu Streitigkeiten mit den Müllern kam. Ab dem Jahre 1897 war die Familie Kruse aus Hohenhausen Mühlenpächter. 1938 ließ Hermann Meyer zu Bentrup die Mühle in den heutigen Zustand ausbauen, dabei wurde das Wasserrad durch eine Turbine ersetzt. Der Pachtvertrag mit den Mühlenbetreibern wurde nach drei Generationen Müllertradition im Jahr 2005 gelöst und der Mühlbetrieb eingestellt, die technische Einrichtung blieb jedoch zu Demonstrationszwecken erhalten. Das Stau- und Mahlrecht besteht noch heute.
Mittlerweile wird die Wassermühle für eine Gastronomie genutzt und beherbergt heute zahlreiche Künstler und Kunsthandwerker.

## Weitere Gebäude
Das alte Bauernhaus als Fachwerkgebäude fiel um 1850 den Flammen zum Opfer. Deshalb wurde der ehemalige Kornspeicher zum Wohnhaus umgebaut, im Jahre 1903 weiter ausgebaut. Es wird auch heute noch von der Familie bewohnt. Eine neue Scheune entstand im Jahr 1860 direkt am Mühlenteich, ganz auf Pfählen errichtet. Das Kuhstallgebäude wurde im Jahr 1902, eine weitere Scheune im Jahr 1937 errichtet.